# Gornyj (Oblast' di Novosibirsk)
Gornyj (in russo Горный?) è un insediamento di tipo urbano dell'oblast' di Novosibirsk, nella parte sud della Siberia Occidentale, in Russia. È situato nel distretto Togučinskij.
Si trova sulle diramazione secondarie delle alture di Salair, 65 km a est dalla città di Novosibirsk e 35 km a ovest di Togučin.